# 拉希亚
拉希亚（羅馬化：Rakhʹya）是俄罗斯列宁格勒州的市级镇，属弗谢沃洛日斯克区，地处列宁格勒州中西部，位于区行政中心弗谢沃洛日斯克、州府圣彼得堡及加特契纳东北方。镇内设有同名铁路站台（2003年之前为车站）。
旧称托尔菲亚诺耶（Торфяное），后改为现名以纪念政治人物尤卡·拉赫亚（Jukka Rahja；））。该地2021年人口有3,563人；2010年人口3,188；2002年人口3,156；1989年人口3,316。